# Deniliquin Airport
Deniliquin Airport är en flygplats i Australien. Den ligger i kommunen Deniliquin och delstaten New South Wales, i den sydöstra delen av landet, omkring 600 kilometer väster om delstatshuvudstaden Sydney.
Trakten runt Deniliquin Airport är nära nog obefolkad, med mindre än två invånare per kvadratkilometer.. Närmaste större samhälle är Deniliquin, nära Deniliquin Airport.
Trakten runt Deniliquin Airport består till största delen av jordbruksmark. Genomsnittlig årsnederbörd är 510 millimeter. Den regnigaste månaden är februari, med i genomsnitt 60 mm nederbörd, och den torraste är november, med 17 mm nederbörd.